# Eberhard Harnoncourt
Eberhard de la Fontaine d’Harnoncourt-Unverzagt, bekannt als Eberhard Harnoncourt (28. Dezember 1957 in Wien – 23. November 1990 in Passau), war ein österreichischer Schauspieler.

## Leben
Harnoncourt war der Sohn von Alice und Nikolaus Harnoncourt, über den er ein Nachfahre Johanns von Österreich war. Er hatte mehrere Geschwister, darunter die Sängerin Elisabeth von Magnus und den Regisseur Philipp Harnoncourt.
1984 wurde Harnoncourt der Fernsehöffentlichkeit durch seine Rolle als Sohn eines Mörders in der Fernsehserie Derrick bekannt. 
Harnoncourt war jung verheiratet und hatte gerade sein erstes großes Engagement als Opernregisseur in der Tasche, als er 1990 an den Folgen eines unverschuldeten Verkehrsunfalls starb.

## Filmografie
- Derrick: Angriff aus dem Dunkel (1984)
- Tatort: Atahualpa (1987)
- Ein Treffen mit Rimbaud (1988)

## Hörspiele
- 1990: Ulrich Bassenge, Herbert Kapfer: Eurohymne  (Österreich) – Regie: Nicht angegeben (Original-Hörspiel – BR)